# 圣塔伦 (葡萄牙)
圣塔伦（葡萄牙語：Santarém，澳門譯作「聖德倫」）位于葡萄牙中部特茹河右岸的高原，距离首都里斯本约65公里，是圣塔伦区的首府。

## 友好城市
- 西班牙巴达霍斯